# Би-Ридж (Флорида)
Би-Ридж (англ. Bee Ridge) — статистически обособленная местность, расположенная в округе Сарасота (штат Флорида, США) с населением в 8744 человека по статистическим данным переписи 2000 года.

## География
По данным Бюро переписи населения США статистически обособленная местность Би-Ридж имеет общую площадь в 10,1 квадратных километров, водных ресурсов в черте населённого пункта не имеется.
Статистически обособленная местность Би-Ридж расположена на высоте 10 м над уровнем моря.

## Демография
По данным переписи населения 2000 года в Би-Ридж проживало 8744 человека, 2456 семей, насчитывалось 3905 домашних хозяйств и 4108 жилых домов. Средняя плотность населения составляла около 865,74 человека на один квадратный километр. Расовый состав населённого пункта распределился следующим образом: 97,30 % белых, 0,78 % — чёрных или афроамериканцев, 0,21 % — коренных американцев, 0,67 % — азиатов, 0,57 % — представителей смешанных рас, 0,47 % — других народностей. Испаноговорящие составили 2,92 % от всех жителей статистически обособленной местности.
Из 3905 домашних хозяйств в 21,7 % воспитывали детей в возрасте до 18 лет, 53,5 % представляли собой совместно проживающие супружеские пары, в 7,6 % семей женщины проживали без мужей, 37,1 % не имели семей. 32,1 % от общего числа семей на момент переписи жили самостоятельно, при этом 22,2 % составили одинокие пожилые люди в возрасте 65 лет и старше. Средний размер домашнего хозяйства составил 2,18 человек, а средний размер семьи — 2,73 человек.
Население статистически обособленной местности по возрастному диапазону по данным переписи 2000 года распределилось следующим образом: 18,5 % — жители младше 18 лет, 3,9 % — между 18 и 24 годами, 19,3 % — от 25 до 44 лет, 25,0 % — от 45 до 64 лет и 33,4 % — в возрасте 65 лет и старше. Средний возраст жителей составил 51 год. На каждые 100 женщин в Би-Ридж приходилось 80,2 мужчин, при этом на каждые сто женщин 18 лет и старше приходилось 75,6 мужчин также старше 18 лет.
Средний доход на одно домашнее хозяйство статистически обособленной местности составил 47 200 долларов США, а средний доход на одну семью — 56 386 долларов. При этом мужчины имели средний доход в 36 215 долларов США в год против 25 981 доллар среднегодового дохода у женщин. Доход на душу населения статистически обособленной местности составил 47 200 долларов в год. 3,4 % от всего числа семей в населённом пункте и 5,5 % от всей численности населения находилось на момент переписи населения за чертой бедности, при этом 4,3 % из них были моложе 18 лет и 4,5 % — в возрасте 65 лет и старше.